# Междуречье (Харовский район)
Междуре́чье — деревня в Харовском районе Вологодской области.
Входит в состав Азлецкого сельского поселения, с точки зрения административно-территориального деления — в Азлецкий сельсовет.
Расстояние по автодороге до районного центра Харовска — 74 км, до центра муниципального образования Поповки — 20 км. Ближайшие населённые пункты — Межурки, Кулешиха, Дор.
По переписи 2002 года население — 14 человек.